# Microhyla rubra
Microhyla rubra es una especie de anfibio anuro de la familia Microhylidae.

## Distribución geográfica
Esta especie habita:
- en la India en Kerala, Tamil Nadu, Goa, Bengala Occidental y Assam;
- en Birmania en la región de Magway.[5]

Su presencia es incierta en Bangladés y Nepal.

## Taxonomía
Los especímenes de Sri Lanka fueron colocados en la especie Microhyla mihintalei.

## Publicaciones originales
- Jerdon, 1854 "1853" : Catalogue of Reptiles inhabiting the Peninsula of India. Journal of the Asiatic Society of Bengal, vol. 22, p. 522-534[6]
- Steindachner, 1864 : Batrachologische Mittheilungen. Verhandlungen der Kaiserlich-Königlichen Zoologisch-Botanischen Gesellschaft in Wien, vol. 14, p. 239–288